# Implantacja jonów

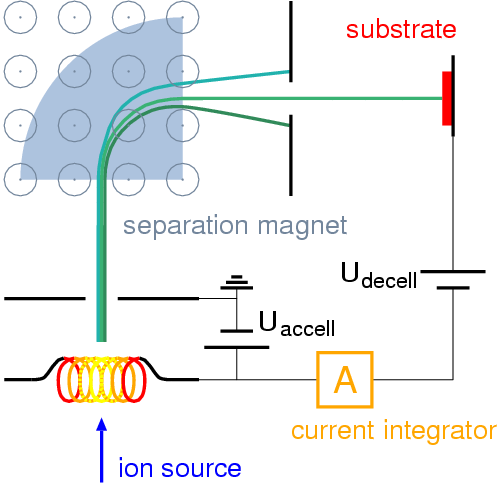
Schemat aparatury do implantacji jonów z magnetycznym separatorem jonów

Implantacja jonów – domieszkowanie materiałów polegające na rozpędzeniu jonów w polu elektrycznym i zderzeniu z domieszkowanym materiałem. Jony metali (najczęściej grupy 13 i 15) uderzając w półprzewodnik niszczą jego strukturę krystaliczną. Dlatego też niezbędny jest później proces wygrzewania poimplantacyjnego, który ma za zadanie odbudowę struktury oraz aktywację elektryczną domieszki.
Głębokość domieszkowania zależy od energii jonów w czasie zderzenia, masy jonu, rodzaju podłoża, a także od kierunku padania wiązki na płytkę podłożową.
Technika ta pozwala na tworzenie płytkich, wysoko domieszkowanych obszarów i jest dopełnieniem procesu dyfuzji.